# 김동희 (농구 선수)
김동희(1993년 3월 24일~ )는 대한민국의 전직 농구 선수이며, 포지션은 콤보 가드이다.
2015-2016 프로농구 신인드래프트에서 2라운드 2순위로 원주 동부 프로미에 지명되었다.

## 경력
- 2015년 10월 ~ 2017년 8월 원주 동부 프로미

+2017년 8월 ~ 울산 모비스 피버스